# Cipermetrina
La cipermetrina es un insecticida no sistémico y no volátil que actúa por contacto e ingestión. Ofrece un control efectivo de insectos, sin actividad sobre ácaros y baja toxicidad para los mamíferos. Tiene muy buena efectividad en lepidópteros, coleópteros y hemípteros. La cipermetrina también es utilizada para controlar las moscas y demás insectos en los habitáculos de los animales domésticos y plagas que afectan la salud pública (mosquitos y cucarachas). 
Fue desarrollado por el grupo de Michael Elliott (Rothamsted Research) y es un piretroide tipo II.

## Modo de acción
La cipermetrina es un insecticida piretroide de amplio espectro. Se sintetizó en 1974 y fue comercializada por primera vez en 1977 como un piretroide sintético altamente activo.
Se considera un insecticida eficaz contra una amplia gama de plagas en agricultura, salud pública y ganadería. En agricultura, su uso principal es contra plagas de follaje y ciertas plagas en suelos superficiales, como los gusanos, pero debido a su rápida descomposición, no se recomienda su uso contra plagas por debajo de la superficie del suelo.
La cipermetrina actúa sobre los canales de sodio dependientes de voltaje ubicados en los axones de las neuronas. Esto deriva en una sobrexcitación del sistema nervioso central (SNC) y sistema nervioso periférico (SNP). Existe una acción directa tóxica, y una indirecta del tipo repelencia.
Los insectos absorben la cipermetrina en la superficie del cuerpo, por lo que se propaga por todo el cuerpo del insecto. Este piretroide causa que los canales de sodio de las células nerviosas ya no se cierren. Los iones Na+ fluyen libremente en el interior de la célula y se producen impulsos nerviosos incontrolables.
Esto conduce primero a estados de excitación con convulsiones, luego a problemas de coordinación y finalmente a una parálisis. El insecto queda inmóvil en pocos minutos, llamado "efecto de derribo". El efecto repelente se basa en una irritación de los elementos táctiles en las extremidades ("efecto de retracción del pie") de los artrópodos.  
Sobre el insecto se origina una excitación primaria del SNP, que hace que el insecto agite sus miembros y alas, alejándose del lugar de tratamiento (flushing-out). Luego se absorbe a través del exoesqueleto quitinoso de los artrópodos, por lo cual se estimula el sistema nervioso central. Una vez ingresado el insecticida al cuerpo del insecto, provoca una parálisis del SNC (período de residencia) y el insecto queda paralítico. Al no poder alimentarse durante más de 120 horas, muere por inanición. La muerte del insecto sólo ocurre después de algún tiempo. Las garrapatas mueren en dos días. El efecto de la cipermetrina dura de 2 semanas a 5 meses.  
Si la dosis es insuficiente, muchos de los insectos afectados pueden degradar enzimáticamente la cipermetrina (desintoxicación de esterasasas y oxidasas de función mixta). La degradación enzimática puede prevenirse mediante la adición de sinergistas como el butóxido de piperonilo (BOP). 

α-cimpermetrina
Cipermetrina
Fórmula estructural para α-cimpermetrina

## Toxicidad
Es considerado fitotóxico para el colinabo, hinojo, nabo y rábano, por lo que no debe utilizarse en estos cultivos.[cita requerida]
Puede producir una leve irritación en la dermis y moderada irritación en los ojos. La cipermetrina es un  irritante ocular y sensibilizante de la dermis. Puede ser mutágeno, teratógeno o carcinógeno y no se acumula en tejidos grasos.
Los trabajadores expuestos sin protección facial a piretroides sintéticos, incluida la cipermetrina, suelen reportar una sensación transitoria de ardor u «hormigueo» en la cara, que se produce generalmente unos 30 minutos después de la exposición al piretroide.

### En humanos
La cipermetrina, como todo piretroide, no es mortal para el ser humano, pero puede llegar a producir efectos crónicos tales como vómitos, mareos permanentes, vértigo o migraña.
En caso de ingestión no se debe inducir al vómito, sino que se debe enjuagar la boca con abundante agua limpia, y luego concurrir al médico de emergencia. Tampoco se deber dar de beber leche ni sustancia grasa alguna.
En términos de toxicidad humana, la ingesta diaria admisible (IDA) es del orden de: 0,05 mg⋅kg-1⋅día-1.

### Ecotoxicidad
En términos de ecotoxicología, se observan dosis letales 50 (DL50) cuyo orden de magnitud se muestra a continuación:
- CL50 para peces : 5×10-4 mg⋅L-1,
- CL50 para Daphnias : 3×10-4 mg⋅L-1,
- CL50 para algas : > 0,1 mg⋅L-1.

Es altamente tóxico para las abejas y extremadamente tóxico para los peces.[cita requerida]

## Manejo
Las restricciones de uso especifican que entre la última aplicación y el pastoreo de animales lecheros deben transcurrir al menos 7 días.
Entre la última aplicación y la cosecha deben transcurrir los siguientes periodos:
| Cultivos | Días |
| --- | ---- |
| - Algodón (semilla) - Soja (semilla sin vaina) - Alfalfa (forraje) - Pastos naturales - Praderas consociadas en general - Arveja (sin vaina) - Lenteja - Poroto | 14   |
| - Cebolla - Tomate - Frutales (con pepita) | 21   |
| - Lino (semilla) | 20   |
| - Frutales de carozo | 25   |
| - Maíz dulce (grano) - Sorgo (grano) - Trigo (grano) - Girasol (semilla) - Sorgo (forraje)                                                                      | 30   |